# 병역
병역(兵役) 또는 군역(軍役)(영어: Military service)은 정부의 군대에서 일정한 기간 동안 복무하는 일을 가리킨다. 유의어로 군복무(軍服務), 군무(軍務)라는 용어도 함께 쓰인다. 대한민국에서는 병역을 국가에 대한 국민의 의무로서 징병제라는 용어와 동일시하는 경향이 있지만 전 세계적으로는 모병제나 선택적 징병제 등 다양한 병역이 존재한다. 대한민국, 조선민주주의인민공화국, 이스라엘, 이란과 같은 일부 국가는 정해진 만큼의 군복무를 시민에게 요구하는 징병제를 실시한다. 완전한 모병제를 취하는 국가에서는 전시 동안 징집병으로서 보충하는 상황이 아닌 경우 시민들은 병역의 의무를 지지 않는다.

국가별 병역 제도
모병제
징모혼합제(징병제와 모병제 혼용)
징병제
군대 없음
데이터 없음
(과거: 1968년 국가별 병역제도, 1985년 국가별 병역제도)

## 병역 이행의 유형
국가는 국민을 언제든 징집(徵集)할 수 있는 권한이 있으며, 반대로 국민은 의무로서 병역을 지닌다. 대한민국 등 일부 국가들은 국민개병제도에 따라 징병을 실시하고 있다.
한편 독일은 2011년 7월 1일부터 법적 징병제를 완전히 폐지하였다. 미국과 같이 평시에는 징집하지 않고, 전시에만 징집하는 경우도 있다.

## 각국의 병역 형태
군대를 보유하지 않은 나라를 제외하면, 헌법에 국민개병제도(國民皆兵制度)가 없는 나라, 즉 전시에도 징병제를 시행하지 않는 나라는 전 세계에 스리랑카, 인도, 캐나다, 파키스탄 4개국 뿐이다.
징병제는 민병제를 실시하거나 모병제를 병행하는 경우도 있다. 민병제는 국민들에게 (성인 남성 거의 대부분. 98%이상) 1년 미만의 기초군사교육 및 후반기교육만을 시키고 예비역의 임무만을 부과하는 제도로, 현재 징병제인 국가의 상당 수가 민병제를 시행하고 있으나, 10년 넘게 민병제인 상태를 유지하는 국가는 스위스를 제외하고는 없으며, 완전한 모병제로 전환하는 추세이다.
민병제를 실시하는 나라는 스위스가 대표적이다. 2016년부터 징병제 예비군 제도를 폐지한다.
병역대상자 전부를 입대시키지 않고, 대체복무, 제2국민역(평시 대기)나 병역면제를 시키는 '선택적 징병제'를 실시하기도 하는데, 기니비사우, 니제르, 멕시코, 모잠비크, 버뮤다, 베냉, 세네갈, 중앙아프리카공화국, 차드, 카보베르데, 토고 등이 이에 해당된다.
그리스, 벨라루스, 알제리, 앙골라, 키프로스, 핀란드에서는 본인 지원에 따른 비전투병, 대체복무제로서 징병한다.
모잠비크, 몽골, 베냉, 수단, 에리트리아, 이스라엘, 조선민주주의인민공화국, 차드, 코트디부아르, 쿠바에서는 여성에게도 병역을 부과한다.
자국이 자체적으로 준군사조직을 결성하여 방위하는 경우 모병제로 분류되며, 보호령이나 속령으로서 군대가 없고 타국에 국방을 일부 위임하는 경우도 포함된다. 벨리즈, 볼리비아, 우루과이, 칠레 등은 모병제를 시행하나 특수 환경에서만 징병제를 실시하고 있다. 유럽의 경우, 2000년대 이후 동구권 국가들이 북대서양조약기구(NATO)와 유럽연합(EU)가입을 조건으로 헌법 상으로는 아직 존재하나, 실제로는 모병제로 전환한 경우가 많다. 영국(1963년), 프랑스(2001년), 스웨덴(2010년 7월), 독일(2011년 7월 1일),), 세르비아(2010년 12월 15일), 알바니아는 이미 폐지하였고, 우크라이나(2015년), 조지아는 폐지를 계획 중에 있다.
노르웨이, 덴마크, 오스트리아는 2015년부터 징병제를 유예하였다. 그레나다, 아이슬란드, 도미니카 연방 등 여러 나라들은 군대를 보유하지 않고 있다.

## 같이 보기
- 징병제 / 모병제 / 세병제
- 대한민국의 병역 제도
- 현역
- 병역면제
- 사회복무제도
- 양심적 병역 거부
- 대체복무제